# Gråbergstjärnen (Bergs socken, Jämtland)
Gråbergstjärnen är en sjö i Bergs kommun i Jämtland och ingår i Ljungans huvudavrinningsområde.